# Risc
|  | Per a altres significats, vegeu «RISC». |

Risc és el dany potencial que pot sorgir per un procés present o esdeveniment futur. De vegades s'utilitza com a sinònim de probabilitat, però en l'assessorament professional de risc, aquest combina la probabilitat que succeeixi un esdeveniment negatiu ponderat segons la gravetat del dany resultant de l'esmentat esdeveniment. És a dir, en paraules més planeres, el risc és la possibilitat que un perill pugui arribar a materialitzar-se. També és la probabilitat que un resultat esperat no s'esdevingui. Els riscos poden ser reals, potencials o fortuïts.

## Tipus de riscos
Segons la seva causa fonamental els riscos es poden classificar en:
- Geològics: Sismes, allaus.
- Riscos físics: Soroll, Pressions, Temperatures extremes: Fred i calor; Il·luminació; Vibracions; Radiació ionitzant i no ionitzant; Radiació Infraroja i Ultraviolada.
- Riscos químics: Pols, Vapors, Líquids, Dissolvents.
- Riscos biològics: Ancilostomosi, Àntrax, Al·lèrgia, Muermo, Tètanus, Espiroquetosi icterohemorrágica.
- Riscs ergonòmics: Aquests són quan la persona ha d'adaptar-se a la tasca a desenvolupar perquè en general l'ergonomia és adaptar els treballs a les possibilitats fisiològiques del treballador.
- Riscos psicosocials:  Stress.
- Risc financer: Risc de crèdit, risc de liquiditat, Risc de Mercat, Altres riscos.

## Perill, risc i exposició[1]

Un pictograma de perill, en aquest cas, tòxic.

Perill: qualsevol condició o agent biològic i/o químic i/o físic que pot ser causa d'un efecte advers. El perill depèn de les propietats fisicoquímiques de la substància o el fet i de la seva capacitat intrínseca de fer dany. Contingència o possibilitat imminent que s'esdevingui algun mal. El perill no es pot minimitzar, és innata al fet o substància. Exemples de perills son les flames d'un foc, una potència sonora de 130db, una serp verinosa, la radioactivitat de l'urani i un volcà en erupció.
Risc: contingència a la qual està exposat algú o alguna cosa. És la possibilitat de prendre mal. El concepte risc va lligat a la quantitat d'exposició a un perill. No podem disminuir el perill, però sí que podem disminuir el risc (reduint l'exposició al perill i/o protegint-nos d'aquest perill) Exemples de riscos: saltar per sobre una foguera; posar-nos uns cascos a les orelles amb el volum al màxim; agafar amb la mà una serp verinosa; fer-nos radiografies; visitar un riu en el qual flueix lava incandescent.
Exposició: col·locar a una persona, animal o objecte de manera que rebi l'acció d'alguna cosa. Situació en què algú es veu sotmès a un esdeveniment o a una pràctica que li pot ocasionar efectes perjudicials per a la salut. perquè es produeixi un risc, per exemple a una persona, s'ha de produir l'exposició. Com més gran i/o més temps dura l'exposició, més gran serà el risc a patir les conseqüències d'un mateix perill.
Exemple en el qual hi intervenen els conceptes perill, risc i exposició. És el mes d'agost, fa un temps assolellat, sense cap núvol i amb una alta radiació ultraviolada:
- Gran perill i risc elevat: prenem el sol un dia, al migdia, durant dues hores, sense posar-nos crema protectora solar i portant només banyador i xancletes: el perill que el sol ens faci mal és molt alt i el risc a cremar-nos també és molt alt.
- Gran perill i risc elevat: prenem el sol tot el mes d'agost des del matí fins a la tarda, durant vuit hores, abans d'entrar en contacte amb els rajos solars, ens apliquem crema protectora solar amb grau de protecció 15, i vestim pantaló curt, samarreta imperi i unes vambes. El perill de la radiació solar continuarà essent igual que abans, molt alt i, el risc de lesionar-nos després de tot un mes d'exposició, també serà molt alt.
- Gran perill i risc moderat: prenem el sol un dia, al migdia, durant tres hores, abans d'entrar en contacte amb els rajos solars, ens apliquem crema protectora solar amb grau de protecció 15, i vestim pantaló curt, samarreta imperi i unes vambes. El perill de la radiació solar continuarà essent igual que abans, molt alt, però ara, el risc de lesionar-nos serà moderat, ja que el temps d'exposició és molt més petit.
- Gran perill i risc molt petit: prenem el sol un dia, al migdia, durant dues hores, abans d'entrar en contacte amb els rajos solars, ens apliquem crema protectora solar amb grau de protecció 50, ens posem ulleres de sol, una gorra i roba de màniga llarga que ens cobreixi el cos, el perill de la radiació solar continuarà essent igual que abans, molt alt, però el risc de lesió ara serà molt baix.

## Risc vers amenaça
Un exemple d'una distinció entre amenaça i risc és la preparació dels Estats Units davant de l'Atemptats de l'11 de setembre de 2001 a les Torres Bessones. Malgrat que la CIA havia advertit d'un "perill clar i present" que fossin usats avions com armes, això es considerava una amenaça i no un risc. Per això no s'havia preparat cap escenari de probabilitats i contramesures. Des d'un punt de vista probabilístic freqüencial, una amenaça no pot ser considerada un risc sense almenys un incident específic on l'amenaça s'hagi concretat. Des d'aquest punt de vista, hi hauria una base per afirmar per exemple "en la història de la humanitat, X viatges aeris han conduït a... ".
D'altra banda, els mètodes de probabilitat bayesiana permetrien assignar cert grau de creença a les amenaces, fins i tot si mai no han ocorregut abans.
Les amenaces, en un context de seguretat de la informació, inclouen actes dirigits, deliberats (per exemple per pirates informàtics) i esdeveniments no dirigits, aleatoris o impredictibles (com pot ser un llamp).
En termes particulars, una amenaça és tot allò que tingui una possibilitat o probabilitat d'ocórrer, com a causant de dany. I el risc és el producte de l'ocurrència de l'amenaça i la seva conseqüència. Sense l'ocurrència d'amenaces el risc seria zero. En l'àmbit econòmic les amenaces latents (amb possibilitat d'ocurrència) són la baixa de les cotitzacions de la borsa i el risc la pèrdua de les accions.